# VTech Socrates
La VTech Socrates est une console de jeux vidéo sortie en 1987 ou 1988 conçue et commercialisée par VTech.
La console met en vedette le robot Socrates, nommé d'après le philosophe. Ses traits caractéristiques sont visuellement similaires à ceux de Johnny 5 dans les films Short Circuit.
Le système comporte un clavier sans fil à réception infrarouge, ce dernier dispose de deux manettes de jeu filaires qui s'encastrent dans celui-ci.
En Allemagne, le système a été vendu par Yeno sous le nom « Prof. Weiss-Alles ». 80-1030
En France, le système a été vendu par Yeno sous le nom «Professeur Saitout». 80-1027

## Jeux
Plusieurs cartouches de jeu sont disponibles pour la VTech Socrates, notamment : Facts 'n Fractions80-0992, State to State80-1085, Memory Mania80-1075, Around the World80-1054, Hodge-Podge80-1076, Game Wizard80-1132 et Amazing Mazes80-1077.